# Saturnin Soglo
Pour les articles homonymes, voir Soglo.
Saturnin Soglo, né à une date inconnue et mort le 2 juillet 2024, est un homme politique béninois. Frère de Nicéphore Soglo, il sert, sous sa présidence, comme ministre des Affaires étrangères du Bénin entre 1992 et 1993.
Saturnin,fils de Christophe Soglo a vecu avec son pere au camp militaire de thiaroye dans les annees 58 ,60.
Il a fréquenté,l'école maternelle du camps en en 1958.59.